# Західно-Сибірський край
Західно-Сибірський край (рос. Западно-Сибирский край) — адміністративно-територіальна одиниця РРФСР у 1930–1937 роках.
Крайовий центр— місто Новосибірськ.

## Історія
Край був утворений Постановою ВЦВК від 30 липня 1930 шляхом поділу Сибірського краю на західну, з центром у Новосибірську, і східну частину, з центром в Іркутську.
У Західно-Сибірський край увійшли 14 округів колишнього Сибірського краю та Ойротська автономна область.
Площа краю склала 1 263 500 км², населення нараховувалося 8 114 990 осіб (міського населення 1 294 100 чоловік), 172 райони (15 районів Хакасії, Ойротії), 4 390 сільських рад, 18 570 населених пунктів (24 міста, 10 робочих селищ, 4 дачних селища).
Край межував з Челябінською та Обсько-Іртишською областями, Східно-Сибірським краєм, Танну-Тувинською Народною Республікою, Монголією і Казахською РСР.
11 серпня 1930 Президія ВЦВК ухвалила: «Включити до складу Східно-Сибірського краю всю територію Красноярського округу з м Красноярському». 
У жовтні 1930 року у складі Західно-Сибірського краю була утворена нова Хакаська автономна область з центром у місті Абакан.
В 1931 році у краї після перегляду мережі сільських рад було ліквідовано 549 дрібних сільських рад.
В 1932 році у краї було ліквідовано ще 451 сільська рада, до складу краю включений Наримський округ. Скасовано 23 райони.
В 1933 році ліквідовано 47 сільських рад. Відновлено Тарський округ.
10 квітня 1933 року ВЦВК ухвалив «ліквідувати Краснинський і Томський райони» краю.
Постановою ВЦВК від 7 грудня 1934 року Тарський округ, Омський, Ісіль-Кульський, Називаевск, Крутінскій, Тюкалинськ, Большереченский, Іконніковскій, Любинський, Щербакульскій, Павлоградський, Черлакскій, Кульчинський, Усть-Ішимський райони краю передані до складу утвореної Омської області. Хакаський автономний округ, Ачинский, Бірілюсском, Боготольський, Єрмаковський, Каратузське, Курагинский, Краснотуранський, Минусинский, Назаровський, Ужурський, Усинський райони включені в утворений Красноярський край. 
До 1937 року Західно-Сибірський край включав в себе територію нинішніх Кемеровської, Новосибірської, Томської областей, Алтайського краю і Республіки Алтай.
Постановою ЦВК CCCP від 28 вересня 1937 року Західно-Сибірський край був розділений на Новосибірську область з центром в Новосибірську (в межах існуючих нині Кемеровської, Новосибірської і Томської областей) та Алтайський край з центром в Барнаулі (в межах існуючих нині Алтайського краю і Республіки Алтай).
15 січня 1938 року Верховна Рада СРСР затвердила створення Алтайського краю і Новосибірської області. Через півроку Верховна Рада РРФСР підтвердила скасування краю, внісши зміни до конституції.

## Населення
Станом на 1 січня 1931 року в краї проживало 8 307 300 осіб (1 180 900 міське населення, 7 126 400 сільське населення). Щільність населення 6,7 осіб на 1 км². Національний склад: росіяни 77,9%, українці 10,6%, білоруси 2,9%, мордва 1,4%, німці 1%, татари 1%, інші 6,1%. Площа краю становила 1 243 586 км².
Станом на 1 січня 1933 населення краю складала 6140,8 тис. осіб.
Станом на 1 січня 1935 населення краю склала 10485 тис. осіб.
Західносибірський край був регіоном для виселення розкуркулених селян України.
У 1930 у Західносибірський край було переселено, згідно з довідкою ОДПУ №5, 6556 українських родин у складі 23 985 членів сімей.